# CAC Boomerang
Commonwealth Boomerang byl australský jednomístný jednomotorový stíhací letoun používaný za druhé světové války. Vznikl jako reakce na nebezpečí, které hrozilo Austrálii ze strany Japonska.

## Vznik
Australské letectvo nemohlo v prvních letech války počítat s dodávkami strojů z Velké Británie. Jejich letecký závod Commowealth Aircraft Corporation s ústředním sídlem ve Fishermen's Bend stát Victoria (CAC) vyráběl licenčně pouze americké cvičné stroje North American NA 33. Připravovala se licenční výroba letounu Bristol Beaufort, ale to bylo vše. Zdánlivě nezkušení konstruktéři se urychleně vydali cestou jisté improvizace a právě na základě letounu NA 33 připravili lehký bombardovací typ CAC Wirraway.
V únoru 1942 australská vláda pověřila společnost CAC zkonstruováním a zavedením do výroby domácího stíhacího typu, který by byl nezávislý na dodávkách komponentů z dovozu. Zároveň s objednávkou vývoje přišla i závazná objednávka na 105 sériových letounů.
Manažer a šéfkonstruktér firmy CAC, Wing Commander Lawrence Wackett, se z časových důvodů rozhodl využít pro nový stíhací stroj co největší počet stavebních dílů, komponentů a technologických prvků ze sériové výroby Wirrawaye. Za pohonnou jednotku byl zvolen licenčně vyráběný čtrnáctiválec Pratt & Whitney R-1830-S3C4-G Twin Wasp s dvoustupňovým kompresorem o výkonu 882 kW, který již poháněl australské Beauforty. Výzbroj tvořila čtveřice pevných kulometů Browning ráže 7,7 mm zabudovaných v křídle a dva kanóny Hispano ráže 20 mm v centroplánu.
Nový projekt obdržel typové označení CA-12 a již v době příprav také bojové jméno Boomerang.

## Vývoj

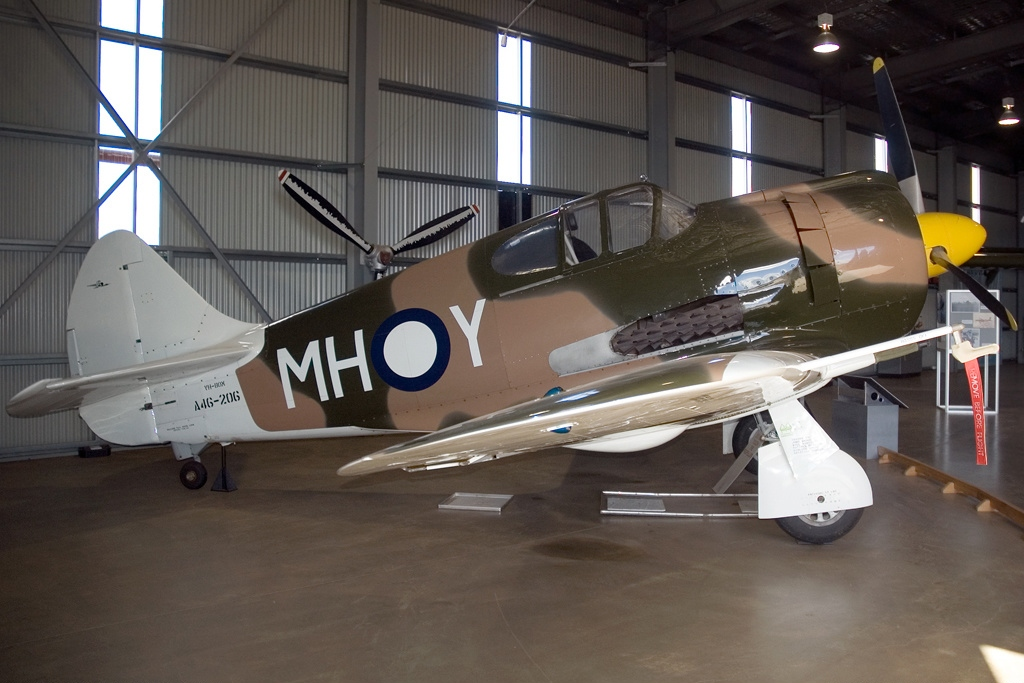
Commonwealth CA-19 Boomerang (MH-Y)

Z křídla letounu Wirraway byl převzat centroplán, vnější části křídla však dostaly menší rozpětí. Vnitřní konstrukce byla zesílena z důvodu vyššího zatížení, odštěpná vztlaková klapka, probíhající i pod trupem na spodní straně centroplánu, zůstala zachována. Ocasní plochy byly pouze místně zesíleny, kokpit byl změněn na jednomístný s pancéřováním pilotního sedadla. Zatahovací podvozek byl kompletně převzat z výroby Wirrawaye.
První letoun s označením CA-12 (sériové číslo A46-1) vzlétl 29. května 1942 s továrním zkušebním pilotem Kenem Frewinem a prakticky okamžitě začala jeho sériová výroba. Během ní byly prováděny dílčí úpravy, např. přírubového uchycení vrtule, chlazení motoru, polohy gyroskopického zaměřovače a brzd na hlavních kolech.
První série 105 kusů (A46-1 až A46-105) byla hotova do června 1943, na ni navázala další série, označená CA-13 (A46-106 až A46-200), která byla mírně zmodernizovaná novým pilotním sedadlem, duralovým potahem křidélek namísto plátěného a výfukovým tlumičem z letounu Beaufort. Původní hydraulické nabíjení zbraní bylo nahrazeno mechanickým již před vzletem.
Další typ CA-14 (A46-1001) byl vybavený americkým kompresorem General Electric poháněný výfukovými plyny, britskou vrtulí de Havilland a měl nové svislé ocasní plochy. Postaven byl pouze jeden prototyp.
Poslední z typů – CA-19 (A46-201 až A46-249) byl dodán v lednu 1945 s novými pneumatikami Dunlop a od stroje A46-211 byl do zadní části trupu montován fotografický přístroj F-24.
Sériová produkce Boomerangů byla ukončena v lednu roku 1945.

## Bojové použití

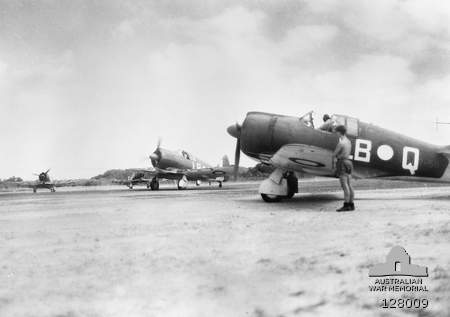
Boomerangy 84. perutě RAAF

První Boomerangy byly v létě roku 1942 zařazeny ke 2. operační cvičné jednotce RAAF na letišti Mildura.
Bojově začaly létat tyto stroje až počátkem roku 1943 u 84. squadrony dislokované na ostrově Hornu u mysu York v severní Austrálii. Jejím úkolem bylo hlídkování nad spojeneckou základnou Merauke na Nové Guineji. Dalšími jednotkami s výzbrojí Boomerangů byla 83. squadrona se základnou v Gove v severní části Austrálie a 85. squadrona v Pearce na západě kontinentu. Letoun se osvědčil při průzkumu a při přímé bojové podpoře Australanů v džungli u 4. squadrony na Nové Guineji, Šalomounových ostrovech a Borneu. Obdobně nasazovala své letouny také 5. squadrona RAAF na Bougainvillu.
Díky své obratnosti se dokázal ubránit i rychlejším strojům protivníka, v boji byl spolehlivý. Boomerangy ničily i malé cíle a dokázaly navádět jako stopaři na cíle rychlejší typy amerických letounů.

## Specifikace

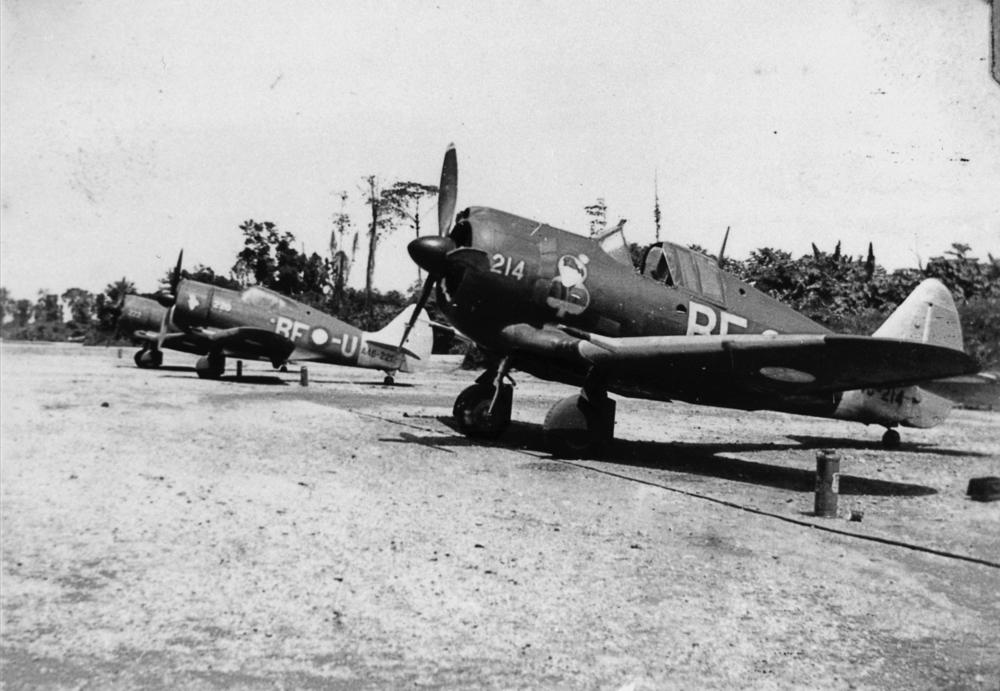
CAC Boomerang

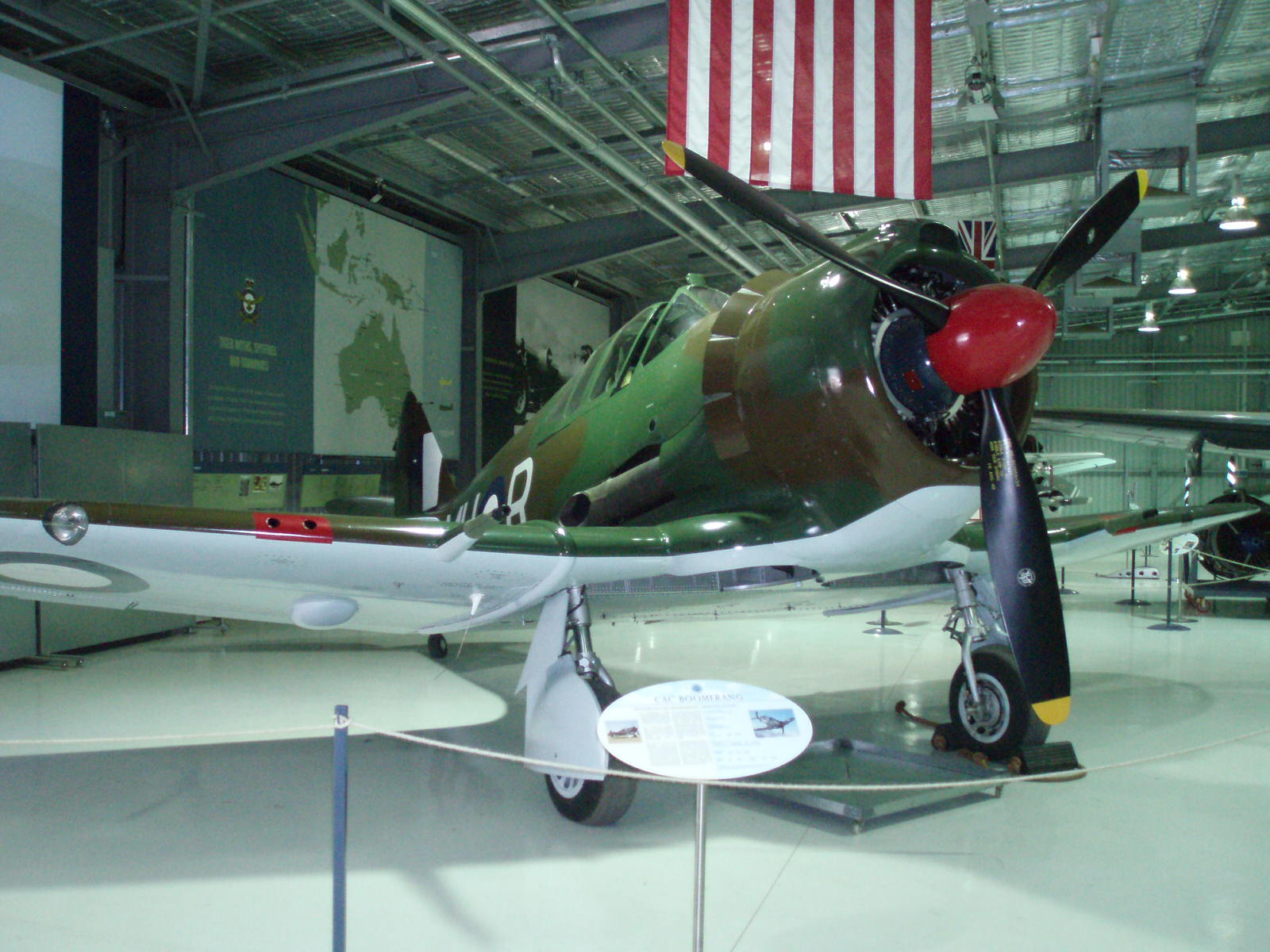
CA-13 Boomerang v Temora Aviation Museum

### Technické údaje
- Osádka: 1
- Rozpětí: 10,97 m
- Délka: 7,77 m
- Výška: 2,92 m
- Nosná plocha: 20,90 m²
- Hmotnost prázdného letounu: 2437 kg
- Vzletová hmotnost: 3740 kg
- Pohonná jednotka: 1 × čtrnáctiválcový dvouhvězdicový motor Pratt & Whitney R-1830-S3C4-G Twin Wasp s dvoustupňovým kompresorem
- Výkon pohonné jednotky: 895 kW

### Výkony
- Maximální rychlost: 491 km/h
- Stoupavost: 14,9 m/s
- Dostup: 10 363 m
- Dolet bez / s př. nádrží: 1497 / 3050 km

### Výzbroj
- 2 × kanón Hispano ráže 20 mm s 60 náboji na zbraň
- 4 × kulomet Browning ráže 7,7 mm
- 4 × 9kg dýmovnice pod křídlem.